# Здание тюрьмы (Выборгский замок)
Здание тюрьмы — здание входящее в архитектурный ансамбль Выборгского замка. Внешний фасад здания представляет собой северную оборонительную стену замка XVI века. Внутренний фасад здания выходит на Нижний двор замка. Изначально здание было построено в XVII веке для размещения губернской канцелярии, в XIX веке в нем располагалась Выборгская губернская тюрьма, в начале XX века Искровая станция Выборгской крепости, в 1970-х гг. приспособлено для размещения Выборгского краеведческого музея. Ныне в здании располагается музейная коллекция Выборгского объединённого музея-заповедника.

## История

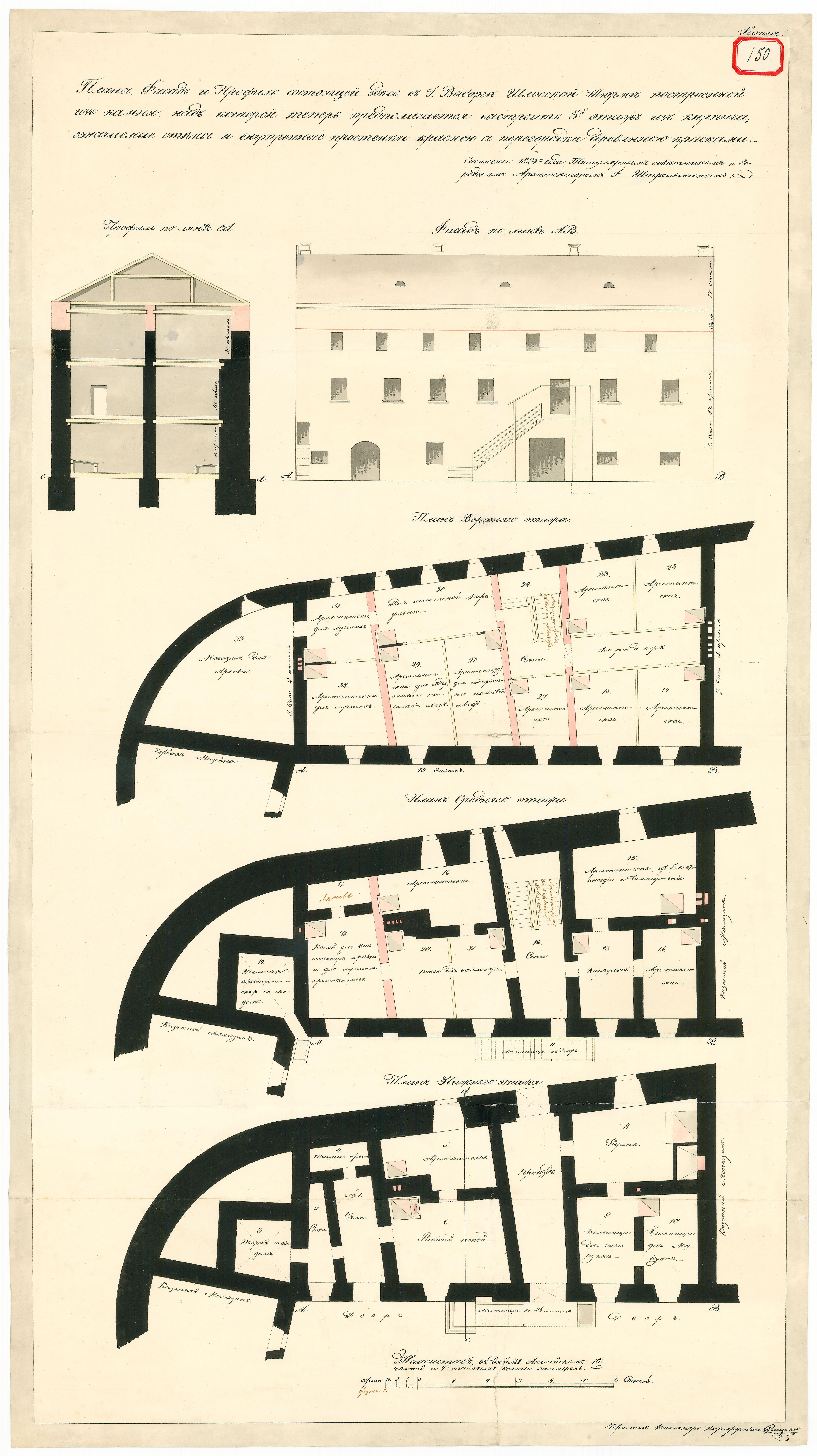
Штрольман Й. Проект перестройки здания губернской тюрьмы в Выборгском замке. 1824 г. Национальный архив Финляндии

Первоначально на переднем (нижнем) дворе замка располагались преимущественно деревянные назначению здания, хаотично расположенные и использовавшиеся для разных нужд. В замковых отчетам среди построек нижнего двора упоминаются бойня «из досок и бревен», поварня, кладовая, конюшня «с 4-мя дверьми», писарская изба и кладовая (1574), баня и т. д. В 1578 году «позади пивоварни … „был вырыт котлован и в нём вбиты под фундамент сваи для укрепления, которое должно протянуться до кузницы“. Эти работы стали началом строительства внешней каменной оборонительной стены, призванной заменить устаревшее дерево — земляные шканцы и больверки». С этого момента началось строительство Северной оборонительной стены замка, которая стала продолжением Юго-Западной стены. К XVII в. внешний вид Нижнего двора окончательно изменился: деревянные строения были срыты и заменены каменными домами. В 1634 г., в связи с административной реформой в Швеции, места наместников заняли губернаторы. Резиденцией выборгского губернатора стал бывший дом наместника в замке. Здесь же, на переднем дворе, располагалась и губернская канцелярия, двухэтажное здание которой было построено на месте бывшей бойни. Сама канцелярия находилась на втором этаже, первый этаж использовался под тюрьму. Это подтверждает отчет по замку за 1693 г., в котором сообщалось, что «помещение под канцелярией, использовавшееся раньше для содержания узников», перестроено под зернохранилище . 
В 1710 г., в ходе осады Выборга войсками Петра I, в ночь с 1 на 2 апреля в результате попадания русской бомбы в один из корпусов Цейхгаузов произошел мощный взрыв запасов пороха, снаряженных бомб и гранта, в результате чего пострадала Северная оборонительная стена и здания цейхгаузов. В 1710 г. результате взрыва значительно пострадало здание губернской канцелярии, которое было восстановлено в 1720-х гг.  После очередной русско-шведской войны 1741-1743 гг., в январе 1744 г. была образована Выборгская губерния. Канцелярия губернатора располагалась в бывшем доме наместника (затем губернатора). В восстановленном каменном двухэтажном здании бывшей шведской канцелярии, на втором этаже обосновались штатгальтерская канцелярия (создана «для управления экономических дел и сборов» Выборгского и Кексгольмского уездов) и провиантская, на первом – солдатская и офицерская караульни. На второй этаж здания вела наружная лестница с навесом и стенами обшитыми досками. Почти по центру нижнего этажа широкий сквозной проход вел на северный берег к Шлосскому мосту .
В XIX в. замок, давно утративший свое военное предназначение, становится фактически складом военной амуниции и оружия. Одновременно ряд его помещений используется для содержания узников. Так, в здании ордонанс-гауза, в четырех камерах нижнего этажа содержались подсудимые и пересыльные нижние чины Отдельного Финляндского корпуса. Вскоре после того, как Выборгская губерния в декабре 1811 г. вошла в состав автономного Великого княжества Финляндского, здание бывших канцелярий было передано городу под губернскую тюрьму финляндского гражданского ведомства. В ней содержались уголовные преступники, бродяги, должники, пересыльные арестанты.С каждым годом количество заключенных увеличивалось. На конец декабря 1825 г. в двенадцати камерах Выборгской губернской тюрьмы узники содержались «с немалою теснотою». Появилась насущная потребность в новых помещениях. Еще в марте 1824 г. городской архитектор Йохан Штрольман предложил расширить тюрьму за счет перестройки чердачного помещения и переоборудования его под тюремные камеры. Архитектор Карл Энгель внес ряд изменений в этот проект. Работы начались осенью 1824 г. и завершились в сентябре 1826-го. В трехэтажном здании тюрьмы на первом этаже находилась кухня, несколько подвалов и арестантских камер; на втором – канцелярия, жилые комнаты надзирателей и их семей, камеры; третий этаж был разделен деревянными и каменными перегородками «на две передние и одиннадцать камер». Оборудование каждой камеры состояло из нар и кафельной печи. Одна из передних была оборудована под тюремную церковь. Левее сквозного прохода, что шел через первый этаж к  пристани, находилась входная дверь. На второй этаж вела наружная лестница. Внутренние деревянные лестницы связывали этот этаж с третьим этажом и с чердаком. В дальнейшем тюрьма заняла и здание, примыкающее к ней слева .

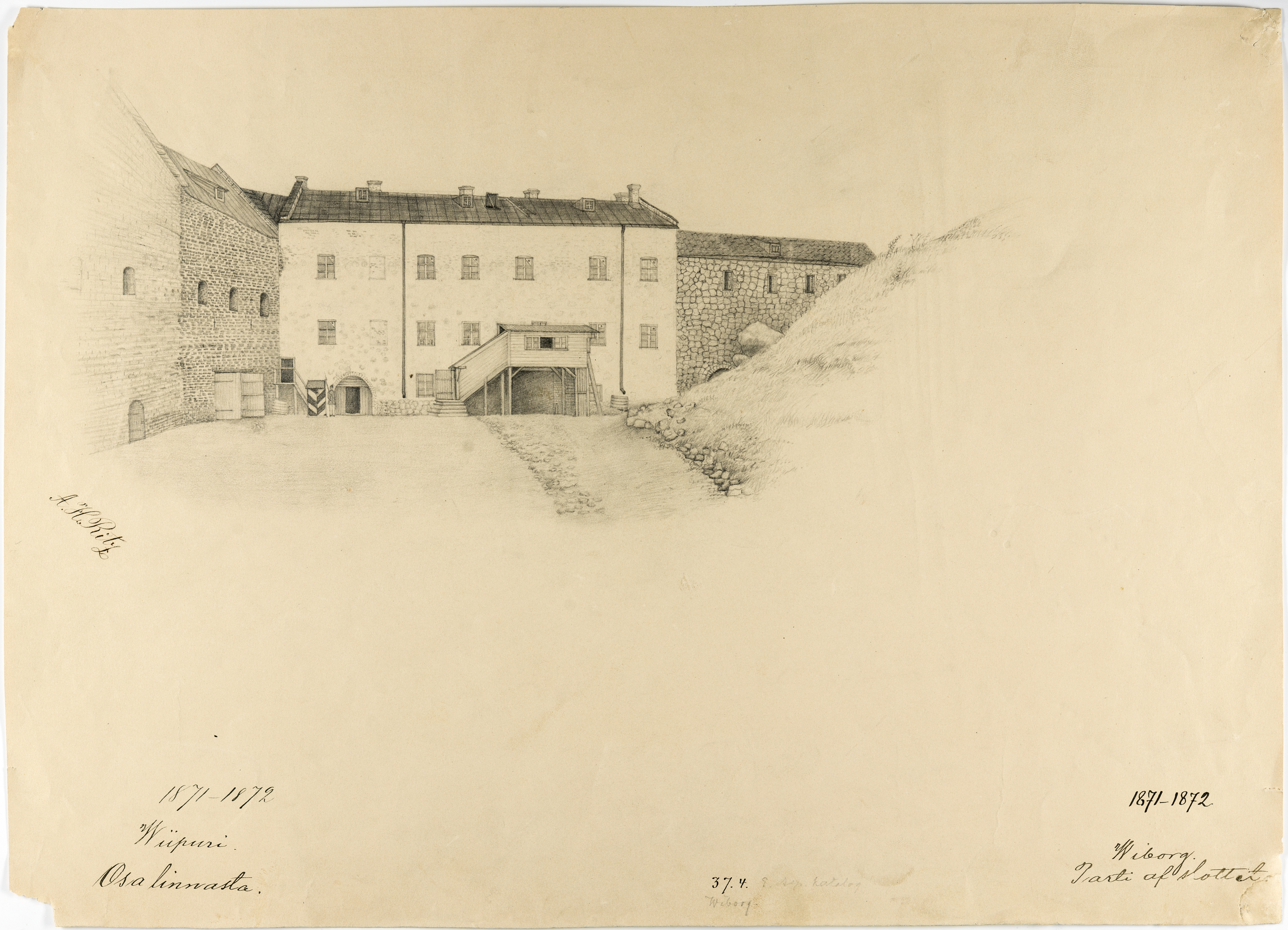
Ритц Х. А. Нижний двор Выборгского замка. 1871—1872 гг. Музейное ведомство Финляндии

В 1826-1828 годах в здании губернской тюрьмы содержались декабристы, в их числе И.А. Анненков и М.С. Лунин. Три камеры были отведены для пребывания декабристов: окна двух камер выходили  во внутренний двор, третьей – на противоположную сторону. Позже Лунин утверждал, что «пребывание в Выборге считает он самой счастливою эпохой в жизни. Случайная обстановка его была ему так по вкусу и в духовном, и в материальном отношении, что он не без горести  расстался с своею тюрьмою». Из воспоминаний И.А. Анненкова “По приезде в Выборг, - свидетельствует далее  Анненков, – меня посадили в замок…  В Выборге  сидеть было довольно сносно. Офицеры и солдаты были народ добрый и сговорчивый, большой строгости не соблюдалось, комендант  был человек простой, офицеры  часто собирались в шлосс, как на рауты. Там всегда было вино, потому, что у меня были деньги, я был рад угостить, офицеры были рады выпить и каждый день расходились очень  довольные, а комендант добродушно говорил: “Я полагаюсь на Ваше благоразумие, а Вы моих-то поберегите”. Чувствительные немки, узнав о моей участи, принимали во мне большое участие, присылали выборгские крендели и разную провизию, даже носки своей работы. Однажды  кто-то бросил в окно букет фиалок, который я встретил с глубоким чувством благодарности: цветы эти доставили мне несказанное удовольствие”.
Выборгская губернская тюрьма  располагалась на территории Замкового острова до начала 1880-х гг. В 1884 г. на окраине Выборга, в предместье Папула, было выстроено  новое внушительное здание губернской тюрьмы. В ходе масштабной реконструкции замка 1891—1894 годах здание Тюрьмы было сильно перестроено, наибольшие изменения коснулись третьего этажа задания. Предположительно в 1910 году в здании разместились Выборгская искровая крепостная станция и относящаяся к ней радиомастерская. На крепостном валу были сначала сооружены деревянные, а потом металлические мачты антенн. На первом этаже здания размещались кухня, столовая, машинное отделение, кузница. На втором этаже – мастерские, канцелярия, вещевой склад. На третьем этаже общежитие. Оборудование искровой станции и радиотелеграфного дивизиона весной 1918 года было вывезено в Россию. В 1920-х годах в здании размещался проводной телеграф II дивизии Сил обороны Финляндии, а затем штабные квартиры. В 1940-1970-х гг. в здании располагались офицерские квартиры штаба связистов, чья часть стояла в Выборгском замке . В конце-1970-х годов здание было отреставрировано и приспособлено для размещения администрации и фондов Выборгского краеведческого музея. В наши дни в здании располагается музейная коллекция Выборгского объединённого музея-заповедника.